# Verdrag inzake de wettelijke aansprakelijkheid op het gebied van het zeevervoer van nucleaire stoffen
Het Verdrag inzake de wettelijke aansprakelijkheid op het gebied van het zeevervoer van nucleaire stoffen (Convention relating to Civil Liability in the Field of Maritime Carriage of Nuclear Material, NUCLEAR-verdrag) is een internationaal verdrag van de IMO, IAEA en NEA uit 1971 dat de aansprakelijkheid regelt van de schade die het gevolg is van het maritiem transport van nucleaire substanties.